# جزيرة دبلا
جزيرة دبلا هي جزيرة تقع على الضفة الشرقية للنيل، وتحدها من الجنوب قرية كودي ومن الشرق دار العوضة والسرارية ومن الشمال قرية قرنتي ومن الغرب نهر النيل (جزيرة موسنارتي وجــزء من جزيرة مروارتي وجزيرة بنا). وتقع في الولاية الشمالية على بعد 36 كلم شمال مدينة دنقلا، تتكون من قريتين دبلا القديمة ودبلا الجديدة أو (القرية النموذجية) التي تم تخطيطها كقرية حديثة ونموذجية في الولاية الشمالية حيث الشوارع والميادين والملاعب الرياضية والمراكز التجارية وخدمات سوداتيل و المسجد الجديد وشبكة المياه المشتركة مع دبلا القديمة وغيرها من الخدمات وهي بحق قرية نموذجية.

## إتمولوجيا
أصل الاسم هنالك أقوال وروايات كثيرة ومنها: أنه الاسم مشتق من الدبلة (أول دبلة الخطوبة)؛ لأن شكلها مع ضفــاف النيل في شكل نصف دائرة وكذلك الدبلي باللغة النوبية أي الأرض المنخفضة وهي سهل أو وادي مع الضفة الشرقية للنيل.

## النشأة
نشأت هذه القرية كمركز عمودية للمنطقة (المديرية الشمالية سايقا في زمن الأنجليز) وتم تعييين أول عمـدة من عائلة (حمد الملك ) وكمركز تجاري مهم حيث أنها تشتهر بالأراضي الزراعية الخصبة والمحاصيل ( فول / قمح / ذرة والذرة الشامية / و النخيل) وبها مشـروع زراعي (مشروع النصر الزراعي) وجزء منه مشروع جاد غريب على مقلد المشهور في الشمالية (كان صاحب المشروع الخواجة جوزيف) وكانت دبلا مركز الإدارة الاهلية التي حاربها المشير نميري، ويرجع الفضل في انتزاع المشروع الزراعي للأهالي من الخواجة للشهيد المشير الزبير محمد صالح وسماه مشروع النصر الزراعي.